# Pocenia
Pocenia é uma comuna italiana da região do Friuli-Venezia Giulia, província de Udine, com cerca de 2.577 habitantes. Estende-se por uma área de 23 km², tendo uma densidade populacional de 112 hab/km². Faz fronteira com Castions di Strada, Muzzana del Turgnano, Palazzolo dello Stella, Rivignano, Talmassons, Teor.

## Demografia
| Variação demográfica do município entre 1861 e 2011                               |
|                                                                                   |
| Fonte: Istituto Nazionale di Statistica (ISTAT) - Elaboração gráfica da Wikipedia |